# Новобългарска просвета
Движението за новобългарска просвета е част от историческия процес на Българското възраждане за книжовност на новобългарски език.

## Предистория
По османско време книжовни центрове били манастирите, и частично църкви и метоси.
За учебници се използват предимно църковни книги. Преподава се на църковнославянски език или на гръцки език. Килийното образование има елементарен и религиозен характер. Книжовният културен обмен се осъществява посредством дамаскини.
От средата на XVIII век започват да се строят специални сгради за училища, а от края на века започва и създаването на общински килийни училища. В края на XVIII век се появили и първите български буквари – този на Христофор Жефарович и църковнославянският буквар, отпечатан през 1792 г. със средствата на Марко Теодорович.

## Печатарство и периодичен печат
Първата османска печатница е открита през 1729 г. в Константинопол. Първият писател който започнал да печати на новобългарски език е Хаджи Яким, отпечатал в Будин през 1814 – 19 г. четири книги с религиозно съдържание, като през 1816 г. пак в Будин било отпечатано и „Огледало“ от Кирил Пейчинович. През 1818 г. излиза и първият печатан новобългарски календар, отпечатан в Будин. Първата българска печатница е открита в Солун от Теодосий Синаитски и работи в годините 1838 – 1843.
Българският периодичен печат се появява през 1842/44 г. и Константин Фотинов на два пъти започва да издава в Смирна списание „Любословие“. През 1846 г. Иван Богоров започва да издава в Лайпциг вестник „Български орел“, а две години по-късно става редактор на „Цариградски вестник“.

## Развитие
Открито е първото новобългарско елино-българско училище в тогавашния търговски център Свищов. Негов организатор е Емануил Васкидович. Той пътува из Влашко и до Виена, за да събере сред българските емигранти-търговци средства за това училище. През 30-те години на 19 век това училище е ръководено от Христаки Павлович. Постепенно, то се разраства и се превръща от църковно-просветителско и в светско, в което преди всичко се преподава българска граматика. Елино-български училища се откриват и в Котел, Карлово, Сливен и на други места из българските земи.
През 1820 г. Иван Селимински открива в Сливен изцяло светско училище с преподаване на аритметика, физика, география и естествена история. През 1824 г. излиза в Брашов и първия български буквар от д-р Петър Берон, станал известен като „Рибен буквар“. През същата година султан Махмуд II въвежда задължително начално образование за децата на мюсюлманите в Османската империя.
През 1835 г. в Габрово е открито Габровското народно взаимно училище, станало известно като Априловска гимназия. Идеята за създаването му принадлежи на българската одеска колония. Пръв уредник и учител в Габровското училище става Неофит Рилски. Той изучава в Букурещ взаимоучителната метода, превежда на български таблиците, по които се води обучението, подготвя и първите учебници. След буквара следва и първата българска граматика, издадена от Неофит Рилски.
През 1835 г. излиза в Крагуевац с „Българска граматика“ и първият български учебник по география – Славеноболгарское детеводство, а именно Краткое политическое землеописание за обучение на болгарското младенчество. Това е и първото самостоятелно съчинение по география на български език. В него оригинална е единствено частта за българските земи.
Първото класно училище е отворено в Копривщица през 1846 г. от Найден Геров, следвано от такова в Татар Пазарджик, открито от Константин Попникифоров през 1847 г. През 1848 г. даскал Ботьо Петков също отваря класно училище в Калофер, като по това време и Йордан Хаджиконстантинов Джинот отваря подобно училище в Скопие. До Кримската война класни училища са отворени в Пловдив, Габрово, Търново, Русе, Шумен, Стара Загора, като голямо значение за новобългарското образование изиграва Пловдивското класно училище, открито през 1850 г. от Найден Геров. По негова инициатива, за пръв път на 11 май 1851 г. в това училище е почетен деня на равноапостолите като празник на българската просвета. Като светски и просветен празник 11 май се отбелязва от 1857 г.
През 1852 г. Спиридон Палаузов въвежда термина „Златен век“ за времето около управлението на Симеон Велики.
През 1856 г. са открити първите три читалища в българските земи – в Свищов, Шумен и Лом.
През 1858 г. е открита и първата българска Болградска гимназия.

## Правопис
През 1822 г. излиза „Додатък към Санктпетербургските сравнителни речници на всички езици и наречия, с особен оглед към български език“, посредством който новобългарският език е презентиран на световната лингвистична научна общност. 